# Axel von Rappard
Axel von Rappard (* 28. März 1871 in Langensalza; † 9. Januar 1961 in Berlin) war ein deutscher Verwaltungsbeamter.

## Leben
Axel von Rappard war der Sohn eines hessischen Kammerherren. Er studierte Rechtswissenschaften an der Ruprecht-Karls-Universität Heidelberg. 1891 wurde er Mitglied des Corps Saxo-Borussia Heidelberg. Nach dem Studium und der Promotion zum Dr. jur. schlug er die Verwaltungslaufbahn ein. 1904 heiratete er. Von 1907 bis 1925 war er Landrat im Landkreis Soltau. Danach war er bis 1933 Regierungsrat beim Oberpräsidium in Charlottenburg und das Gleiche bis 1936 bei der Preußischen Bau- und Finanzdirektion. 1936 ging er in den Ruhestand.
Während des Zweiten Weltkriegs wurde der Landrat des Kreises Monschau, Kurt Dingerdissen zum Kriegsdienst eingezogen. Daraufhin wurde dieser von 1941 bis 1942 zunächst von Heinz Ehmke vertreten. Anschließend wurde Axel von Rappard reaktiviert und übernahm vom 26. Juni 1942 bis zum 1. November 1943 ebenfalls vertretungsweise die Leitung des Landratsamtes, bevor dieses in Personalunion von dem Schleidener Landrat, Josef Schramm mitverwaltet wurde. 